# Storsjö
Storsjö is een plaats in de gemeente Berg in het landschap Härjedalen en de provincie Jämtlands län in Zweden. De plaats heeft 115 inwoners (2005) en een oppervlakte van 118 hectare. De plaats ligt aan de noordoever van een meer met de naam Storsjön.